# サン・ダミアン地区
サン・ダミアン地区（-ちく）(英語：San Damian District、スペイン語：Distrito de San Damián)は、ペルーのリマ県ワロチリ郡の中にある32の行政区の1つである。